# 綱川博之
綱川 博之（つなかわ ひろゆき、11月10日 -）は、日本の男性声優。キャロットハウス所属。栃木県出身。

## 人物
趣味はビリヤード、旅。特技は脚本、アイディア豊富。
免許・資格は第一種普通自動車免許。

## 出演作品

### テレビアニメ
- 薄桜鬼 黎明録（2012年、佐伯又三郎）

### 劇場アニメ
- ブッダ　赤い砂漠よ!美しく（2011年）

### ゲーム
2004年
- 巨商伝（ボイスパッチ）

2006年
- カオスウォーズ（ルブル）
- 仔羊捕獲ケーカク
- スペクトラルフォース3 イノセントレイジ
- 緋色の欠片（アイン）

2007年
- アガレスト戦記（ラインバック 他）
- アポカリプスデザイアネクスト（アビスフィアー）
- 桜蘭高校ホスト部
- しゃるうぃ〜☆たころん（ファンキー）
- スペクトラルジーン（ルナカン）
- 悠久ノ桜
- 緋色の欠片 〜あの空の下で〜（アイン）
- ミストオブカオス（北風北斎 他）

2008年
- 神代學園幻光録 クル・ヌ・ギ・ア（きつきつ店主）
- スゴロクロニクル（オリバル）
- 「っポイ!」 ひと夏の経験!?（五条）
- 緋色の欠片 DS（アイン）
- プティフール

2009年
- アルコバレーノ!
- S.Y.K 〜新説西遊記〜
- NikQ（ネコ）
- 薄桜鬼 随想録
- ワンド オブ フォーチュン（仮面）

2010年
- アーメン・ノワール（ゴトフリード）
- S.Y.K 〜蓮咲伝〜（カルロス）
- デザート・キングダム
- 薄桜鬼 黎明禄（佐伯又三郎）
- PANDORA 君の名前を僕は知る（ロバート・ニコルソン）

2011年
- S.Y.K 〜蓮咲伝〜 Portable
- 緋色の欠片 愛蔵版（アイン）
- ワンド オブ フォーチュン2 〜時空に沈む黙示録〜（ペル・ソーナ）

2012年
- SAMURAI&DRAGONS（ジライヤ）
- ワンド オブ フォーチュン2 FD 〜君に捧げるエピローグ〜（仮面 / ペル・ソーナ）

2015年
- 猛獣使いと王子様 〜Flower ＆ Snow〜

2016年
- Collar×Malice
- Code：Realize 〜祝福の未来〜
- 薄桜鬼 遊戯録 隊士達の大宴会
- 花朧 〜戦国伝乱奇〜
- 猛獣たちとお姫様
- ゆのはなSpRING! 〜Cherishing Time〜

2017年
- 真紅の焔 真田忍法帳
- Code：Realize 〜彩虹の花束〜
- 薄桜鬼 真改 風華伝

2022年
- even if TEMPEST 宵闇にかく語りき魔女（ランドン・ウーリー）

### 吹き替え
- ターザンの大冒険（見張り）※DVD版

### ラジオドラマ
- 怖いもの見たさ学園ミステリー

### CD
- 聞き流すだけで英語をマスター【ローマの休日】
- 緋色の欠片 キャラクターソングシリーズ Vol.4・5（アイン）
- ワンド オブ フォーチュン2 〜時空に沈む黙示録〜 ドラマCD「歓迎!ミルス・クレア病院」（看護師長ペル・ソーナ）
  - ワンド オブ フォーチュン2 FD 〜君に捧げるエピローグ〜 ドラマCD「7つの時空でパパといっしょ!」（ペル・ソーナ）[4]

### 舞台
- スカパンの悪だくみ
- スプリングハズカム
- ハーフドラゴンを探しに
- 夜想曲 〜ノクチュルヌ〜
- 屋根裏部屋にお月さま

### ナレーション
- ヤマハミュージックレッスンオンライン

### その他
- 教育DVD 東京ガス「エコクッキング」（緑のエコロ）
- のーネコパズル たころん（ファンキー）